# نکتار (گروه موسیقی)
نکتار (به آلمانی به معنای شهد، شراب خدایان) یک گروه راک پراگرسیو، و اسپیس راک انگلیسی است که در سال ۱۹۶۹ در هامبورگ، آلمان غربی توسط روی آلبرایتون، نوازنده گیتار و خواننده اصلی، آلن «تاف» فریمون، کیبورد، درک «مو» مور، نوازنده بیس و ران هاودن درامر تشکیل شد.